# Christian de Seauve
Christian de Seauve, né le 16 octobre 1936 au Puy-en-Velay, est un historien local et 
éditeur français, président d'honneur de l'association des Cahiers de la Haute-Loire, une maison d'édition et une société savante.

## Biographie

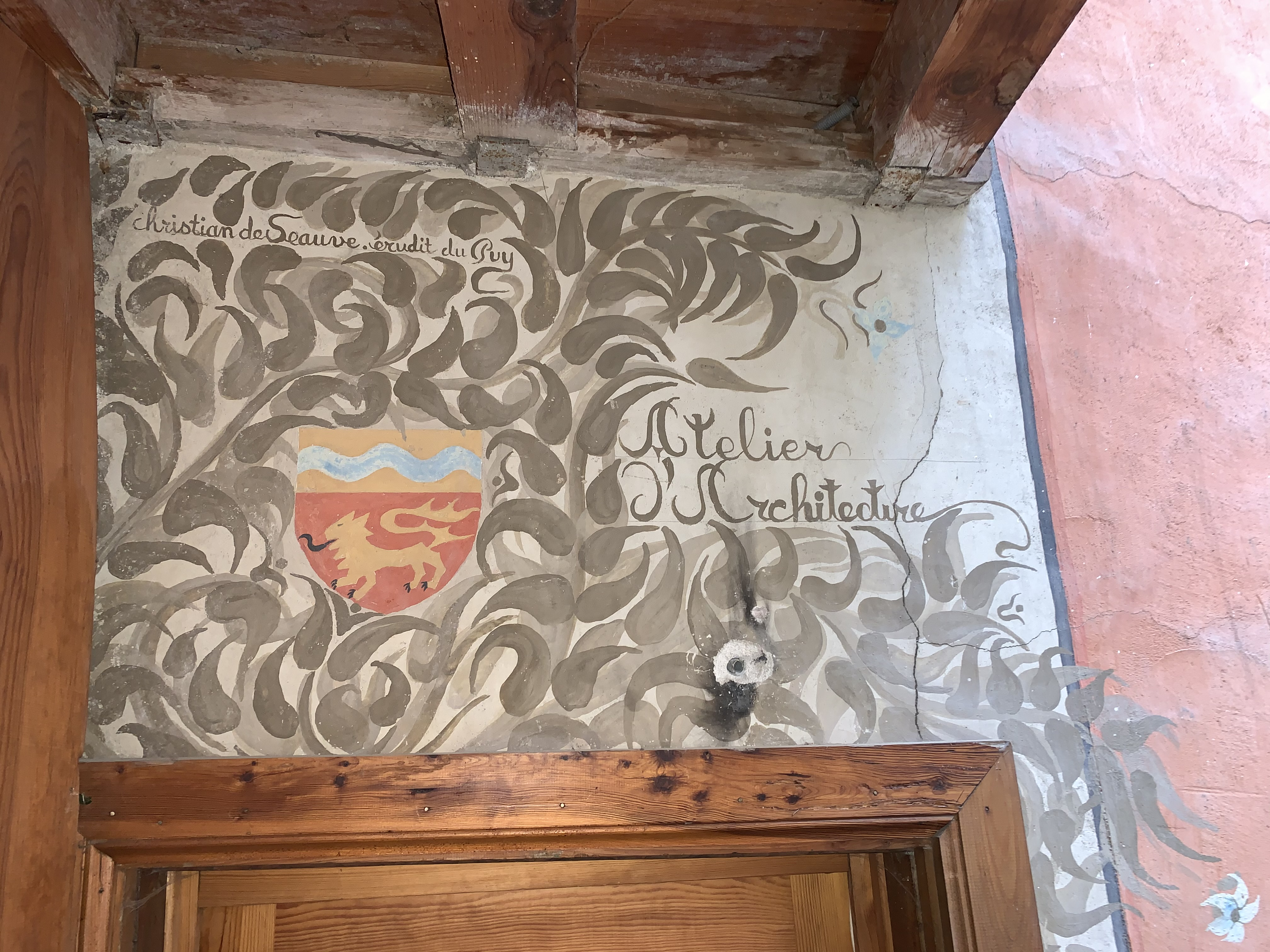
décor peint dans le Logis des Reytout lors de sa restauration dans les années 1970/1980

Ancien élève du lycée Charles & Adrien Dupuy, juriste de formation et de profession, Agent général d'assurance jusque sa retraite, il est parallèlement trésorier-fondateur de l'association des Cahiers de la Haute-Loire en 1965, maison d'édition dont il est actuellement le président d'honneur après 40 ans de présidence,. La maison d'édition et sa revue éponyme ont leur siège aux Archives départementales de la Haute-Loire.
Il est également  président de l'association Le Puy, cité de passé et d'avenir dont il est à l'origine en 1970 et qui a pour but de défendre et réhabiliter le patrimoine du Puy-en-Velay. Sous son impulsion, le premier chantier de cette association fut, sous la direction de l'architecte Claude Perron, la participation à la restauration d'un quartier ancien du Puy-en-Velay : le Pouzarot.
Il s'intéresse également à la Haute-Garonne, département où il possède des attaches, : en 1998, il publie l'ouvrage Caraman, 1581-1858, qui s'intéresse à l'histoire de cette commune.
Au titre d'historien local, il participe à des colloques, et donne des conférences, hors du cadre universitaire, est consulté pour la publication d'ouvrages,,,,,,, de notice pour Sotheby's, et de thèses et est intervenu sur la fréquence locale de la radio RCF et sur la chaîne KTO.

## Publications

### Ouvrages
- Vieilles Demeures au Puy : encres de chine  (texte), avec Germaine Latallerie-Beurier (illustrations), Montluçon : G. latallerie-Beurier, 1978[30].
- Cinquantenaire Rotary-club Le Puy-Lafayette, 1988[réf. nécessaire]
- Caraman, 1596-1858, l'Hôtel de Malbos et son environnement catholique et protestant, Le Puy-en-Velay : C. de Seauve, 1998[31].

### Articles
- Communications et articles à la Société Académique du Puy-en-Velay et de la Haute-Loire[32] sur : 
  - 1982 : Les Doutre Roussel, argentiers parisiens originaires du Puy
  - 1988 : La Fontaine des Tables et la critique d'un fait donné comme historique
  - 1991 : Les origines de la famille maternelle de l'abbé du Grail
  - 1999 : Les Limites de l'Edit de Nantes
- Dans les Cahiers de la Haute-Loire[33]
  - 1972 : Préfaces et participation aux ouvrages de Claude Perron, Notes et croquis pour servir à la réhabilitation de la Ville du Puy[34]
  - 1989 : La Haute-ville du Puy et son décor à la fin du XVIIIe siècle
  - 1996 : Guillotiné au Puy, Claude du Grail, prêtre de Saint-Agrêve
  - 1998 : Infortunée Charlotte de Fillère. Heurs et malheurs d'une trop jolie fille au XVIIe siècle
  - 2002 : La Forêt de l'Abbaye de la Chaise-Dieu et sa gestion sous l'Ancien Régime 1669-1791[35]
  - 2003 : Dans Michel Pomarat, 1907-1999, une vie, une œuvre : Michel Pomarat, Portrait-souvenir[36]
  - 2004 : Les Années Soulingeas en Haute-Loire (1972-1998)[37]
  - 2007 : La Construction à Champagnac-le-Vieux et dans ses environs au temps des chaumières et des maçons de la Marche (1670-1802)[38]
  - 2008 : Notes sur les châteaux disparus du Vialard et de l’Air à Laval-sur-Doulon[39]
  - 2009 : En 1670, Saint-Paulien reçoit Monseigneur de Béthune au son du tocsin
  - 2013 : L’Église fortifiée de Champagnac-le-Vieux et son bourg[40]
  - 2015 : Une amitié brivadoise, Julien Lespinasse et Jacques de Seauve[41]
- Dans l'Almanach de Renouveau :
  - 1996 : Le Château de Servières sous la Régence
  - 1999 : Quand les filles de Saint-Hostien résistaient aux révolutionnaires !
  - 2000 : L'Incendie de l'hôtel de Fillère du Charoulh au Puy
  - 2004 : George Sand, Victor Robert, Jules Vallès et le Velay
  - 2005 : Placards de Sacristie
  - 2005 : À Chanteuges au XVIIIe siècle des enfants dont personne ne veut
- Dans Horizons d’Argonne, publication du Centre d’études argonnais
  - 2006 (no 83) : Les Perrin-Brassac, pérégrination de Languedociens au septentrion, 1784-1824[42]
- Dans Les Maçons de la Creuse
  - juin 2010 (no 14) : Un sujet d’étude vierge, les maçons de La Marche de Louis XIV à la Révolution française. Un exemple : Champagnac-le-Vieux au temps des chaumières[38]

## Notice
- Notice biographique dans Ces toulousains qui font Toulouse, Éditions Michel Ittah,  (ISBN 2-9510754-7-2) pour l'édition 2011.